# Livingston (Kalifornien)
Livingston ist eine Stadt im Merced County im US-Bundesstaat Kalifornien mit 14.172 Einwohnern (Stand: 2020). Die geographischen Koordinaten sind: 37,39° Nord, 120,72° West. Das Stadtgebiet hat eine Größe von 9,0 km².